# 판별 모델
판별 모델(Discriminative model) 또는 분별 모델은 주어진 데이터를 가지고 분류하거나 분류에 쓰일 수 있는 점수를 매기는데 사용되는 통계 모델로서, 생성 모델과 반대되는 개념이다.
일반적인 판별 모델에는 로지스틱 회귀(LR), 조건부 무작위장(CRF)(무향 그래프로 분류됨), 결정 트리 등이 포함된다. 일반적인 생성 모델 접근 방식에는 나이브 베이즈 분류, 가우스 혼합 모델, 오토인코더, 생성적 적대 신경망 등이 포함된다.

## 같이 보기
- 생성 모델